# Electroshock
Electroshock är ett studioalbum av den belgiska sångaren Kate Ryan. Det gavs ut den 25 juni 2012 och innehåller 14 låtar.

## Låtlista
| Nr  | Titel             | Längd |
| --- | ----------------- | ----- |
| 1.  | LoveLife          | 3:42  |
| 2.  | Believer          | 3:26  |
| 3.  | Broken            | 3:30  |
| 4.  | Robots            | 3:26  |
| 5.  | Crazyville        | 3:28  |
| 6.  | Walk to the Beat  | 3:04  |
| 7.  | Electroshock      | 3:08  |
| 8.  | One More Time     | 3:11  |
| 9.  | Running Away      | 3:20  |
| 10. | Madness           | 3:44  |
| 11. | Leave It Alone    | 3:05  |
| 12. | Everytime         | 3:23  |
| 13. | Little Braveheart | 3:29  |
| 14. | Run Away          | 2:56  |

## Listplaceringar
| Lista               | Topplacering |
| ------------------- | ------------ |
| Belgien (Flandern)  | 6            |
| Belgien (Vallonien) | 118          |